# Aeletes aldridgei
Aeletes aldridgei är en skalbaggsart som beskrevs av Yélamos 1998. Aeletes aldridgei ingår i släktet Aeletes och familjen stumpbaggar. Inga underarter finns listade i Catalogue of Life.